# 한한대사전

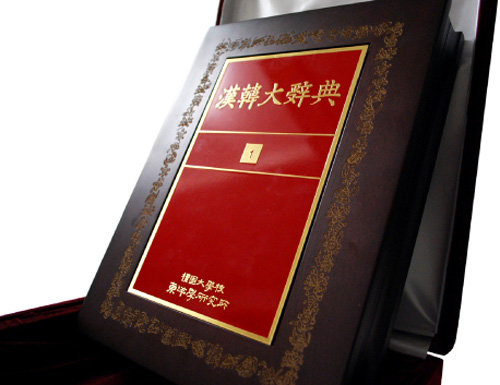
『한한대사전』(漢韓大辭典)

『한한대사전』(漢韓大辭典)은 단국대학교 동양학연구소가 편찬한 한자 사전이다. 45만 단어를 수록하며 『한국한자어사전』 전4권(8만4000단어)을 포함하여 전질 20권(53만 4000단어)으로 구성된다. 동양학연구소는 2010년 6월 21일 『한한대사전』 디지털화 사업이 착수하였고 『한국한자어사전』의 디지털화도 병행되고 있다.

## 역사
| 한한대사전 출간일자              | 한한대사전 출간일자 | 한한대사전 출간일자 | 한한대사전 출간일자 |
| -------------------------------- | ------------------- | ------------------- | ------------------- |
| 1999년 3월 25일                  | 제1권               | 1999년 12월 1일     | 제2권               |
| 2000년 8월 1일                   | 제3권               | 2001년 8월 31일     | 제4권               |
| 2002년 7월 1일                   | 제5권               | 2003년 7월 21일     | 제6권               |
| 2004년 7월 21일                  | 제7권               | 2005년 7월 10일     | 제8권               |
| 2006년 1월 31일                  | 제9권               | 2007년 2월 20일     | 제10권              |
| 2007년 2월 20일                  | 제11권              | 2007년 2월 20일     | 제12권              |
| 2008년 10월 28일                 | 제13권              | 2008년 10월 28일    | 제14권              |
| 2008년 10월 28일                 | 제15권              | 2008년 10월 28일    | 제16권              |
| 한국한자어사전(4권) 포함 총 20권 |                     |                     |                     |

1977년 일석 이희승을 단국대학교 동양학연구소 소장으로 초빙하여 편찬실을 구성하고 한학자들을 편찬위원으로 채용하였다. 1978년 6월, 『한한대사전』 편찬작업을 착수하였다. 대학 재정 위기로 집필이 수 차례 중단된 적이 있다.
집필 착수 이래 15년이 되어가는 1992년 9월 20일, 옛부터 전래되어 한국에서만 사용하는 한자를 모아 『한국한자어사전』(韓國漢字語辭典) 제1권을 출간하였고, 1996년 11월 3일 『한국한자어사전』 전 4권을 완간하였다.
이어 1999년 3월 25일에는 거의 21년이 걸리는 방대한 편찬을 통해 『한한대사전』 제1권을 출간하였고, 이후 1999년 12월 1일  『한한대사전』 제2권, 2000년 8월 1일  『한한대사전』 제3권, 2001년 8월 31일  『한한대사전』 제4권, 2002년 7월 1일  『한한대사전』 제5권, 2003년 7월 21일  『한한대사전』 제6권, 2004년 7월 21일 『한한대사전』 제7권, 2005년 7월 10일 『한한대사전』 제8권, 2006년 1월 31일 『한한대사전』 제9권, 2007년 2월 20일 『한한대사전』 제10~12권, 2008년 10월 28일, 착수한 지 30년 4개월 만에 제13~16권과 함께 전질 제16권 『한한대사전』을 완간하였다.
방대한 규모의 편찬 작업에는 학술원 정회원 겸 도산서원장, 퇴계학연구원장 등을 역임하였던 연민 이가원(淵民 李家源) 전 단국대 석좌교수를 비롯하여 20만여 명의 인력이 동원되었고 제작기간 30년이 소요되었다. 제작에 투입된 예산은 총 310억원이다. 5만 3667글자의 뜻을 밝히면서 42만 269단어의 뜻과 출전을 게재했다.

## 초판본
단국대학교 동양학연구소는 “일본, 중국에도 없는 한국 한자어 사전을 만들자”는 집념의 산물로 한국에서만 쓰이고 있는 한자를 모은 한국한자어사전 초판본 제1권을 1992년 9월 20일 출간하였다. 7년 후, 1999년 4월 16일 『한한대사전』초판본 제1권을 출간하였다. 여기에 그치지 않고 집념으로 『한한대사전』을 완간하였다. 『한한대사전』편찬사업은 1978년 6월에 착수, 2008년 10월 28일 16권 전질을 펴내며 30년 만에 이루워진 장대한 사업이었다.

## 사전의 특징
『한한대사전』의 특징으로 고전을 수집하면서 원전의 어휘를 백과사전식으로 편집해 인명, 지명, 제도명, 관직 및 의학, 건축에 이르는 한자 어휘를 수록하고 있다. 단국대학교 동양학연구소는 30년간 진행해왔던 『한한대사전』편찬사업을 2008년 10월 28일 전체 16권을 완간하였다. 이로서 '세계최대한자전문사전'을 보유하게 되었다.
그동안 자체 예산 285억 원과 국가보조금 25억 등 총 310억 원의 예산이 투입된 방대한 작업이었다. 방대한 사전에는 5만 3,667글자의 뜻을 밝히면서 42만 269단어의 뜻과 출전을 모두 밝혀냈다. 특히 한국의 한 사립학교가 30년을 하루같이 한자사전이라는 무미건조한 영역을 묵묵히 지켜내며 완간을 하였다는 것이 큰 의미를 갖게 되었다. 앞으로는 5년에 걸쳐 온라인 검색이 가능한 사전으로 변화할 방침이다.
단국대학교 동양학연구소는 이 사전을 기초로 <한한의약사전> <한한인명사전> 등 주제별 전문사전을 편찬하는 사업도 병행할 계획이고 “국가나 기업이 후속 사업에 도움을 준다면 사전에 대한 지적소유권을 독점하지 않고 공유할 수 있다”고 밝히고 있다. 사전의 가치를 국가 브랜드로 만들겠다는 계획도 밝혔다.

### 평가
학계에서는 『한한대사전』은 한자 종주국인 중화인민공화국이나 중화민국을 능가하는 세계 최대규모의 한자사전으로 2천년 넘게 축적된 한자문화 유산을 풀어갈 기초 연구수단을 확보됐다고 평가하고 있다.
『한한대사전』과 자전(字典)이 아닌, 사전(辭典)으로서는 세계 최대이고 한국에서 만든 우리식 한자, 그리고 우리식 한자용어, 우리 인명, 지명, 제도명, 이두용어, 향찰, 구결 등 약 8만 4,000단어의 출전을 밝힌 『한국한자어사전』 전 4권은 국학의 위대한 초석이라고 평가하면서 학계에서는 ‘오천년 민족문화의 빗장을 열다’ ‘민족문화 탐구의 나침반’ ‘사서집성(辭書集成) 문예부흥’…. 라는 문구를 써가며 찬사를 보냈다. 

### 비교
- 한국 『한한대사전』(漢韓大辭典) - 2008년, 전 16권, 5만5천 자, 45만 단어
- 일본 『대한화사전』(大漢和辞典) - 1960년, 전 13권, 4만9천여 자, 39만 단어
- 중화민국 『중문대사전』(中文大辭典) - 1962년, 전 10권, 5만여 자, 40만 단어
- 중화인민공화국 『한어대사전』(漢語大詞典) - 1994년, 전 13권, 2만3천여 자, 37만 단어

세계적으로 한학을 기본으로 한 전통 인문학을 연구하기 위해서는 한자사전이 필수 도구임에는 틀림이 없다. 그래서 일본의 모로하시 데쓰지(1883∼1982)는 중국 유학 중 독자적인 한자-일본어 사전을 편찬키로 결심하고 32년이라는 시간을 들인 끝에 ‘『대한화사전』(大漢和辞典)’을 펴냈고 이에 자극받은 중화민국은 정부기구인 국방위원회가 중심이 되고 중국학술원이 실무작업을 맡아 ‘『중문대사전』(中文大辭典)’을 10년(1962년) 만에 완간했으며 중국 역시 국책사업으로 선정해 43개 대학과 연구소가 협력해 전13권(색인 포함)짜리 ‘『한어대사전』(漢語大詞典)’을 펴낸 바 있다. 특히 중화인민공화국에서는 1975년부터 덩샤오핑(鄧小平)과 저우언라이(周恩來) 등이 나서 독려하며 연인원 1000여 명을 동원해 18년에 걸친 작업 끝에 1994년 전13권(색인 포함)의 ‘『한어대사전』(漢語大詞典)’을 만들어 낸 것으로 알려져 있다.

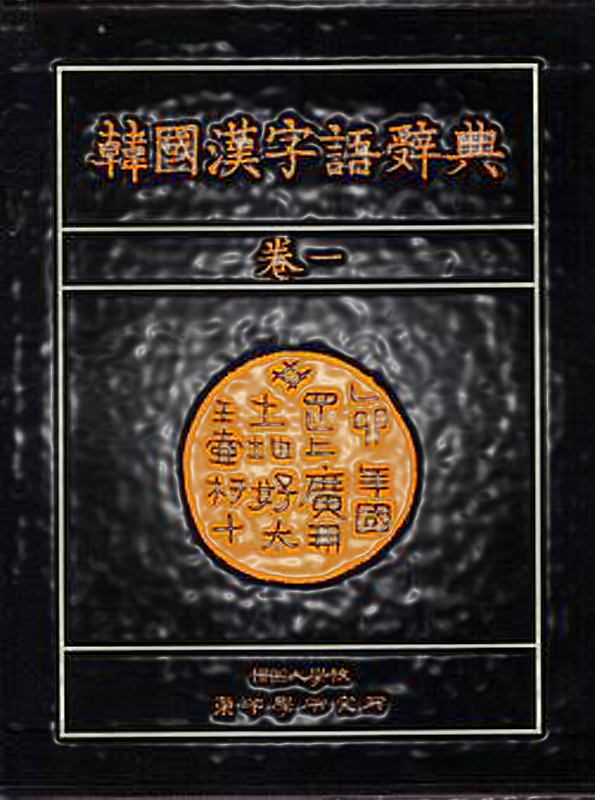
『한국한자어사전』
(韓國漢字語辭典)

『한한대사전』의 마감에 앞서 이미 1996년에 완간한 『한국한자어사전』전 4권을 포함 총 20권, 당분간 다른 나라에서 따라오기 힘든 방대한 규모의 한자 전문사전을 확보하게 되었다.
『한국한자어사전』은 한자 채록 대상 전적(典籍)이 150여 종, 총 3,500책에 이르며, 한국식 한자와 한자어를 수집ㆍ정리하여 그 출전(出典)을 밝히고 있다.
고전 해독과 국학 연구의 길잡이로 삼기 위하여 편찬된 이 사전은 한국의 고유 한자와 한자어를 최초로 집대성하였다. 제1권은 (하나)일부(一部) (아들)자부(子部) 1,198면, 제2권은 (움집)혈부(穴部) (나무)목부(木部) 1,144면, 제3권은 (하품)흠부(欠部) (풀)초부(艸部) 1,046면, 제4권은 (호랑이)호부(虍部)  (피리)약부(龠部) 1,132면 등으로 구성되어 있다. 1996년에 제37회 한국출판문화상을 수상하였다.
이와 유사한 사례로 현재 대학에서 제작한 문자 · 어학계열 사전 중에 세계적인 영어사전으로는 『옥스퍼드영어대사전』을 꼽을 수 있는데 이 사전은 영국 옥스퍼드대학 출판사가 발행하는 영어 사전으로, 가장 많은 영어 단어를 등재한 권위 있는 사전이기도 하다. 1884년부터 초판이 발행되기 시작하여 1928년 41만개의 단어가 수록된 사전이 완간되었는데 단어 수집과 기획의 작업만으로 71년이나 걸렸다. 이후 1989년 20만개가 늘어나 60만개의 단어가 실린 2판 개정판이 발행되었다.

### 중국의 반응
환구시보를 비롯한 주요 언론은 한국의 사전 편찬소식과 함께 한자 종주국의 위치를 위협받을지도 모른다는 경계의 눈초리를 보냈다.
특히 "한국의 가장 완벽한 한자사전은 중국학자를 부끄럽게 한다(韓國編最全漢字字典應讓中國學者羞愧)"라는 자성의 목소리와 “한국의 한 사립학교가 어떻게 30년을 하루같이 한자사전이라는 무미건조한 영역을 묵묵히 가꿔 왔는지 흥미롭다. 중국 학술계에서는 명예와 이익으로 뒤덮여 ‘누런 서적’을 마주하는 자는 봉황의 털과 기린의 뿔만큼 귀하다. 누가 고요히 마음을 내려놓고 일심전력으로 학문을 연마하고 있는가?”라는 자성의 목소리와 함께 비판을 보도하였다.

## 한한대사전 디지털화
- 사전 편찬사업에 주도적인 역할을 하였던 단국대학교 동양학연구소는 사전이 백과사전식 편집법으로 인명, 지명, 제도명, 관직 및 의학, 건축에 이르는 한자 어휘를 모두 수록해 원전해독에 유용하다고 밝혔다. 한편 단국대는 세계에서 가장 권위있는 영어사전인 『옥스포드 영어사전』도 디지털로의 변화를 꾀하고 있듯이 정보기술(IT)과 문화기술(CT)을 결합하여 계속적인 업데이트를 통해 정보화 사회에 맞는 사전으로 변화시키는 사전의 디지털화를 선언하였다.[13][17] (단국대학교 공지사항 참조)
- 한편 단국대 동양학연구소는 『한한대사전』(漢韓大辭典)과 『한국한자어사전』(韓國漢字語辭典)의 디지털화를 선언하면서 “두 사전은 중복되지 않기 때문에 이번 디지털화 과정에서 두 사전을 단순 통합하는 데서 한 발짝 더 나아가 기존 사전에서 미비했던 점을 보충하고 오류도 바로잡겠다”고 밝혔다. 디지털화 통합으로 색인 1권을 포함해 전 20권으로 세계 최대의 한자사전 ‘『한한대사전』’의 디지털화 작업을 본격적으로 시행하게 되었다고 밝히면서 “디지털화를 위한 예산을 한국학중앙연구원(한중연)을 통해 매년 1억9,000만원씩 3년간 지원받게 됐으며 2010년 6월 21일 사업에 착수했다”고 2010년 7월 26일 공식 발표하였다. 지원하는 단체에게는 저작권도 공유할 방침이다.[18][19]
- 단국대 동양학연구소는 사전의 디지털화가 마무리되면 네티즌들은 모두 2만5000여쪽 분량의 인터넷 한자사전을 무료로 쓸 수 있게 된다고 밝히고 있다. 또 단순한 웹서비스뿐 아니라 다국어서비스, 자동 번역 등의 서비스도 함께 이용할 수 있게 된다는 것을 강조하는 것이어서 추가 서비스가 예상된다.[20]
- 이와 함께 2014년 완간을 목표로 최근 ‘몽한사전’ 편찬 작업에도 착수한다고 밝혔다. ‘몽한사전’ 역시 ‘한한대사전’처럼 경제적 이익은 없지만 몽골과의 역사적 관계를 생각해볼 때 꼭 필요하다는 판단에 따라 몽골연구소가 직접 나선 프로젝트로 밝혀졌는데 몽골연구소는 10만 단어를 수록한 세계 최대의 ‘몽한사전’이 완성되면 ‘한몽사전’과 ‘한·몽·영사전’도 잇따라 편찬할 계획이다.

### 세계최대 한자사전의 디지털화

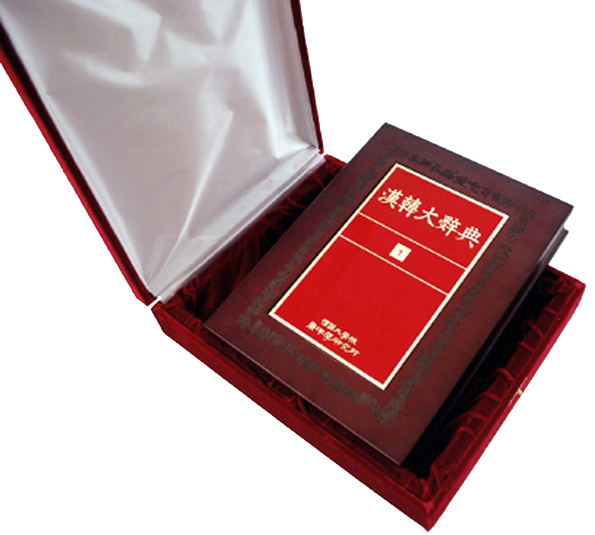
『한한대사전(漢韓大辭典)』

단국대 동양학연구소에서는 『한한대사전』(漢韓大辭典)과 『한국한자어사전』(韓國漢字語辭典)의 디지털화를 선언하면서 “두 사전은 중복되지 않기 때문에 이번 디지털화 과정에서 두 사전을 단순 통합하는 데서 한 발짝 더 나아가 기존 사전에서 미비했던 점을 보충하고 오류도 바로잡겠다”고 밝혔다. 특히 디지털화로 통합을 하게 되는 한국어 한자사전까지 보완함으로 디지털 『한한대사전』은 다른 나라에서 나온 한자사전과 차별화된 특징과 장점을 갖추게 될 것이라는 점을 강조하였다. (단국대학교 동양학연구소 간행물소개 참조){{#tag:ref|단국대는 세계에서 가장 권위있는 영어사전인 영국 옥스퍼드대학의 옥스포드 영어 사전도 이제 더 이상 종이로 발행하지 않는다고 발표하고 디지털화로 변모하듯이 정보기술(IT)과 문화기술(CT)을 결합하여 계속적인 업데이트를 통해 정보화 사회에 맞는 사전으로 변화시키는 사전의 디지털화를 선언하였다.
이미 2008년 색인 1권을 포함해 전 16권으로 완성된 세계 최대의 한자사전 ‘『한한대사전』’의 디지털화 작업을 본격적으로 시작했다고 밝히면서 “디지털화를 위한 예산을 한국학중앙연구원(일명 한중연)을 통해 매년 1억9,000만원씩 3년간 지원받게 되며 2010년 6월 21일부터 사업에 착수했다”고 2010년 7월 26일 공식 발표했다.
단국대 동양학연구소는 사전이 디지털화가 마무리되면 네티즌들은 모두 2만5000여쪽 분량의 인터넷 한자사전을 무료로 쓸 수 있게 된다고 밝히고 있다. 또 단순한 웹서비스뿐 아니라 다국어서비스, 자동 번역 등의 서비스도 함께 이용할 수 있게 된다는 것을 강조하는 것이어서 추가 서비스가 예상된다.

### 아래아 한글의 글꼴 지원
단국대학교 동양학연구원 관계자는 “2009년 말부터 진행한 디지털화 사전의 기획 의도는 문학적 지식을 하나로 총체화시켜 사회에 환원하자는 것이었으나 책으로 묶으니 워낙 방대하고 가격도 비싸 한정된 독자에게 국한되는 면이 있었다”면서 “인문학자는 물론, 대한민국과 세계의 독자들이 인터넷을 통해 무료로 디지털화된 한자사전 서비스를 받게 될 것”이라고 전했다.
또한 동양학연구원은 컴퓨터 오피스를 보급하고 있는 한글과컴퓨터와 '디지털한한대사전' 활용과 '한컴오피스' 한자자형 및 한자자전 정비에 관한 업무 협약을 체결했다고 2012년 4월 16일 밝혔다. 동양학연구원은 2009년부터 자체적으로 디지털한한대사전 편찬을 위하여 '한한대사전' 및 '한국한자어사전'의 텍스트 변환, 웹폰트(서체) 개발을 위한 폰트의 유니코드화, 사전통합편집기 개발 등의 사업을 진행해 왔었다.
협약에 따라 오는 2012년 12월까지 수록 한자를 함초롬체로 등록하게 되며 기존 함초롬체 등록 한자 가운데 잘못된 글자나 미등록 한자 등도 한자를 기반으로 새롭게 정비하고 정보화 사회의 변화에 맞춰 간다는 계획과 함께 첫 번째 사업으로 단국대 부설 북방문화연구소가 '『한한대사전』' 및 '『한국한자어사전』'으로 세계 최초로 거란의 역사를 담은 '『요사』(遼史)'를 국역해 한국 상고사 연구뿐만 아니라 고대·중세사 연구에도 큰 영향을 미칠 것으로 보여 학계의 관심을 모으고 있다.
단국대는 2012년 교수신문사가 개최한 '대학의 유산, 한국의 미래다'에서 '『한한대사전』(전16권)'이 가장 높은 평가를 받아 4월 30일 프레스센터에서 교과부장관상을 받았다고 밝혔다. 이번 사업은 대학이 지닌 유산 가운데 학문적 성과가 우수하고 사회에 기여할 만한 유산을 발굴, 널리 알리기 위한 것으로 2010년 12월부터 최근까지 진행됐는데 전국 44개 대학이 79점의 유산을 출품했으며 기획의도의 부합성, 유산의 역사성, 사회적 기여 가능성, 잠재성, 세계적 가능성 등을 평가해 총 13점이 자랑할 만한 유산으로 선정됐다. 이 가운데 심층 선정 과정을 거쳐 최종 5편의 수상작이 결정됐으며 단국대의 『한한대사전』이 그중에 가장 높은 점수를 받은 것으로 알려졌다.

## 주해
1. ↑  1978년 6월 단국대 동양학연구소에서 『한한대사전』의 편찬에 착수했다는 사실은 하나의 사전이 아니라 민족사학의 정화였고 국학(國學)의 진정한 출발이라 평가한다. 그 모든 난관을 돌파시킨 인물이 바로 단국대학교 설립자중에 한사람인 장형(張炯, 1889 ~ 1964)의 아들 장충식으로, 당시 총장이었던 45세의 장충식이었기에 가능했던 일이다.[9][10][11]
2. ↑  단국대학교 동양학연구소가 1978년 '한한(漢韓)대사전' 편찬을 시작했다. 원로 국어학자 일석(一石) 이희승(李熙昇)이 초대 소장으로 지휘한 이래 21년이 흐른 1999년에야 1권을 냈고 2007년까지 12권이 나왔다. 그리고 30년 만인 2008년 상반기 3권을 더 내 마침내 15권으로 완간되었다. 이 사전에는 6만여 한자와 50만여 어휘가 실렸다. 세계 최대 한자사전이 대한민국의 단국대학교 동양학연구소에서 탄생한 것이다. 사전 편찬은 한 나라의 문화역량을 보여 주는 잣대다. 그 뒤에는 사전에 일생을 바친 사람들이 있기 때문이다. 즉, 『옥스퍼드영어사전』(OED)이 36년을 쏟아 넣은 초대 편집장 제임스 머리를 비롯해 여러 편찬자의 땀이 서려 있듯이 『한한대사전』에도 몇 십 년 이 일에만 매달린 수많은 전문가 등의 노고가 사전 곳곳에 배어 있다.[4][5][6][7]
3. ↑  도올 김용옥은 『한한대사전』은 쏟아 부은 돈만 해도 310억, 일석 이희승 선생을 비롯, 이강로·김동길·허호구 등 한국 유수 한학자들의 위업에 대한민국과 민족은 존경의 염을 표해야 한다고 말하면서 이런 위용은 보이지 않는 문화적 가치의 위대함을 일깨워주는 경종(警鐘)이요, 효종(曉鐘)이요, 범종(梵鐘)이라고 평했다.[10][11][12]

## 같이 보기
- 『사전』
- 『자전』
- 『한국한자어사전』
- 『옥스퍼드 영어사전』
- 동양학연구원